# Raimonds Vaikulis
Raimonds Vaikulis, né le 4 février 1980, à Preiļi, en République socialiste soviétique de Lettonie, est un joueur letton de basket-ball. Il évolue au poste d'arrière.

## Palmarès
- FIBA Eurocup 2008
- Champion de Lettonie 2006, 2008
- Coupe de Russie 2004